# Kemal Özdeş
Kemal Özdeş (* 10. März 1970 in Manisa) ist ein ehemaliger türkischer Fußballspieler und -trainer.

## Spielerkarriere
Über Özdeş’ Fußballspielerkarriere ist wenig bekannt. Er spielte überwiegend bei diversen Vereinen der regionalen Amateurliga seiner Heimatprovinz Manisa. Zum Ende seiner Karriere spielte er etwa eineinhalb Spielzeiten für Manisa Mensucatspor.

## Trainerkarriere
Nach seiner Fußballkarriere entschloss sich Özdeş, fortan als Trainer zu arbeiten. Als erste Tätigkeit arbeitete er in der Spielzeit 1995/96 beim Zweitligisten Bergamaspor und assistierte hier dem Cheftrainer Tevfik Lav. Anschließend arbeitete Özdeş bis zum Sommer 2009 als Co-Trainer und assistierte fast ausschließlich den drei Trainern Tevfik Lav, Mesut Bakkal und Ersun Yanal. Mit allen drei Trainern bildet er einen gemeinsamen Freundeskreis, weshalb er vorzugsweise mit diesen Trainern zusammenarbeitete. Nachdem Yanal im 2010 zum Sportlichen Direktor der Türkische Fußballnationalmannschaft ernannt worden war, ernannte dieser Özdeş zum Trainer der türkischen U-19-Nationalmannschaft. In dieser Funktion gelang Özdeş mit seinem Team die Qualifikation für die U-19-Fußball-Europameisterschaft 2011. In diesem Turnier schied sein Team allerdings bereits in der Gruppenphase aus. Özdeş arbeitete neben seiner Tätigkeit bei der türkischen U-19 auch als Co-Trainer der Türkischen U-21-Nationalmannschaft.
Nach der U-19-EM 2011 trat er von seinem Amt zurück und übernahm den Erstligisten Manisaspor und beerbte den zurückgetretenen Trainer Hikmet Karaman. Nach einem guten Saisonstart rutsche er mit seinem Team zum Start der Rückrunde in die untere Tabellenregionen und trat daraufhin von seinem Amt zurück.
Zur Saison 2013/14 übernahm Özdeş zum zweiten Mal Manisaspor und beerbte bei dem Zweitligisten den zurückgetretenen Trainer Reha Erginer. Mit diesem Verein beendete er die Saison auf dem 7. Tabellenplatz und verfehlte so den erhofften Aufstieg in die Süper Lig.
Ende Mai 2014 unterschrieb Özdeş beim Erstligisten Gençlerbirliği Ankara einen Zweijahresvertrag. Am 10. Juli 2014 gab sein Verein bekannt sich von Özdeş getrennt zu haben und diesen durch Mustafa Kaplan ersetzt zu haben.
Am 4. Dezember 2014 wurde Kemal Özdeş Cheftrainer beim Aufsteiger Balıkesirspor. Nachdem er beim stark abstiegsgefährdeten Verein nicht die erhoffte Wende erreichen konnte, gab er Ende April 2015 seinen Rücktritt bekannt.
Mitte September 2016 wurde Özdeş, Cheftrainer des Erstligisten Kasımpaşa Istanbul.
Nachdem er trotz erfolgreicher Zusammenarbeit nach mehrmaligen zurückgezogenen Entlassungen bzw. Kündigungen im Oktober 2018 den Verein verlassen und er im ersten Halbjahr 2019 für zwei Monate den Ligarivalen Göztepe Izmir trainiert hatte, wurde er im Juli 2019 bei Kasımpaşa erneut als Cheftrainer eingestellt.

## Taktik
Özdeş lässt bevorzugt im 4-5-1-System spielen, bei gegnerischem Ballbesitz stehen die Abwehrspieler tief, während die Mittelfeldspieler Pressing einsetzen. Bei Balleroberung soll schnell umgeschaltet werden, dabei setzt Özdeş auf schnelle Flügelspieler, die bei Angriffen oft in den gegnerischen Strafraum ziehen, um Überzahl zu bilden. Die Sturmspitze agiert dabei oft als „Falsche Neun“, lässt sich fallen, um sich der Bewachung der Abwehrspieler zu entziehen.